# Vikersvik
Vikersvik är en by i Vikers socken i Nora kommun. Den ligger invid sjön Vikern. Förr var Vikersvik en järnvägsknut i skärningspunkten mellan den smalspåriga Vikern-Möckelns Järnväg och den normalspåriga Nora-Karlskoga Järnväg. När den förstnämnda till stor del lagts ner, kvarstod Vikersvik som en omlastningsplats för järnmalmen från Dalkarlsberg via Dalkarlsbergs Järnväg, en kvarvarande banstump av Vikern-Möckelns Järnväg.
Genom att Vikersvik också ligger utmed landsvägen Nora-Karlskoga (nuvarande Länsväg 243) blev samhället något av en samlingspunkt. Där låg 1949 två "speceri- och diverseaffärer", och dit lät Nora Bergslags Järnväg flytta sin ångsåg år 1918. Den lades ner i början av 1940-talet, men ersattes till viss del av en snickerifabrik som startade 1932.